# Katrin Olsen
Katrin Olsen (Tórshavn, Islas Feroe, 5 de enero de 1978) es una deportista danesa que compitió en remo.
Ganó tres medallas en el Campeonato Mundial de Remo entre los años 2005 y 2007. Participó en los Juegos Olímpicos de Pekín 2008, ocupando el séptimo lugar en la prueba de doble scull ligero.

## Palmarés internacional
| Campeonato Mundial | Campeonato Mundial | Campeonato Mundial | Campeonato Mundial  |
| Año                | Lugar              | Medalla            | Prueba              |
| ------------------ | ------------------ | ------------------ | ------------------- |
| 2005               | Kaizu (Japón)      | Medalla de plata   | Cuatro scull ligero |
| 2006               | Eton (Reino Unido) | Medalla de plata   | Cuatro scull ligero |
| 2007               | Múnich (Alemania)  | Medalla de bronce  | Doble scull ligero  |